# 庫里利夫卡 (庫皮揚斯克區)
49°39′43″N 37°42′32″E / 49.66194°N 37.70889°E

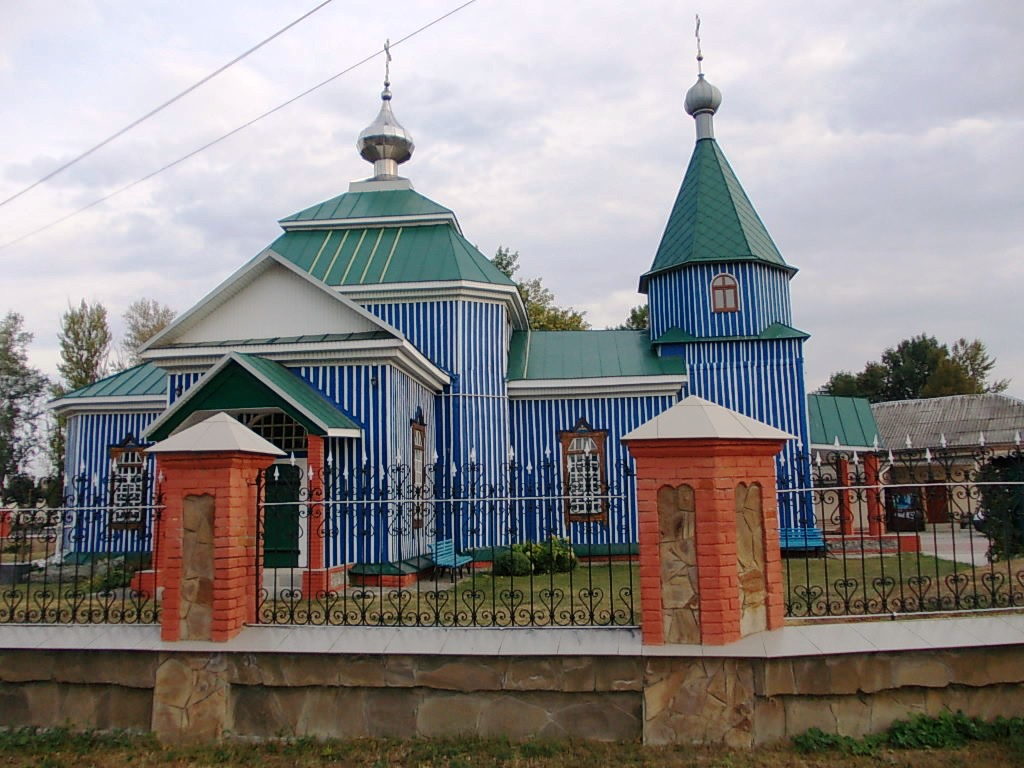
教堂

庫里利夫卡（烏克蘭語：Курилівка）是位於烏克蘭東部的村莊，由哈爾科夫州庫皮揚斯克區的庫里利夫卡市鎮負責管轄，並為該市鎮的行政中心。該村始建於1775年，面積4.47平方公里，海拔高度95米，2001年人口3,620，人口密度每平方公里809.8人。